# 農場系統
農場系統通常是一個團隊或俱樂部，其作用是為年輕球員提供經驗和訓練，並達成協議，任何成功隊員都可以在特定時間點進入更高的水平，通常是與主要級別的母隊合作。不論是哪一種運動，該系統可以透過多種方式進行，包括正式方式和非正式方式。不要與訓練隊混淆，訓練隊有類似的發展目的，但訓練隊的球員是母隊的成員。

## 範例
- 美國職棒大聯盟的美國職棒小聯盟